# Ciudad Municipio de Kaunas
La Ciudad Municipio de Kaunas o Ciudad de Kaunas (Kauno miesto savivaldybė) es un municipio de Lituania, en el centro de Condado de Kaunas. Cubre un área de 157 km² y tiene una población estimada, a mediados de 2021, de 292 512 habitantes.
La capital y única localidad del municipio es Kaunas.

## Comunas (Seniūnijos)
Está dividido en 11 distritos o comunas: 
- Aleksoto seniūnija
- Centro seniūnija
- Dainavos seniūnija
- Eigulių seniūnija
- Gričiupio seniūnija
- Panemunės seniūnija
- Petrašiūnų seniūnija
- Šančių seniūnija
- Šilainių seniūnija
- Vilijampolės seniūnija
- Žaliakalnio seniūnija